# 圣玛丽 (上阿尔卑斯省)
圣玛丽（法語：Sainte-Marie，法語發音：[sɛ̃t maʁi] ⓘ）是法国上阿尔卑斯省的一个旧市镇，位于该省西南部，属于加普区。2017年1月1日，圣玛丽和相邻的另外2个市镇合并为新市镇瓦尔杜勒（Valdoule）。

## 地理
圣玛丽（44°27'56"N, 5°28'30"E）面积7.5 平方千米，位于法国普罗旺斯-阿尔卑斯-蓝色海岸大区上阿尔卑斯省，该省份为法国东南部内陆省份，北起萨瓦省，西北接伊泽尔省，西南接德龙省，南至上普罗旺斯阿尔卑斯省，东北部与意大利接壤。
与圣玛丽接壤的市镇（或旧市镇、城区）包括：布吕斯、拉沙尔斯、波姆罗勒。

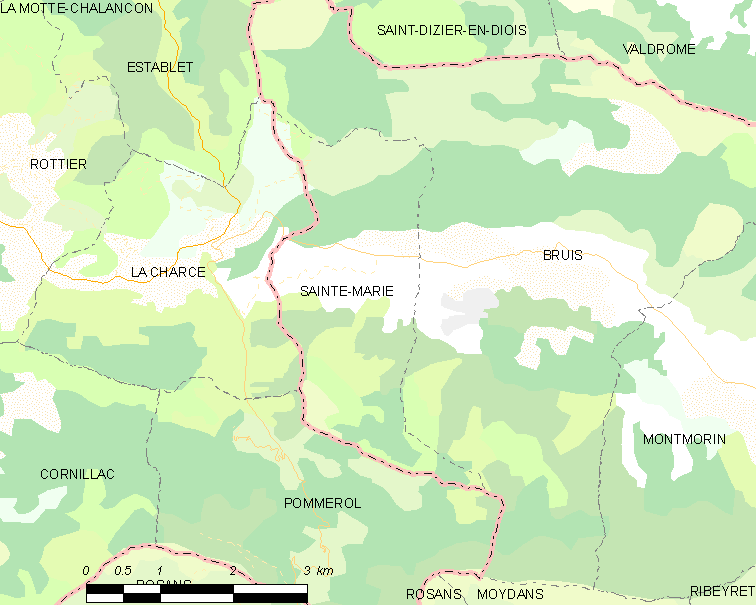
的OSM定位图

圣玛丽的时区为UTC+01:00、UTC+02:00（夏令时）。

## 行政
圣玛丽的邮政编码为05150，INSEE市镇编码为05150。

## 政治
圣玛丽所属的省级选区为塞尔县。

## 人口

1962-2008年间人口变化图示

圣玛丽于2018年1月1日时的人口数量为37人。